# Kreuz Magdeburg
Kreuz Magdeburg is een knooppunt in de Duitse deelstaat Saksen-Anhalt.
Op dit klaverbladknooppunt met Bypass kruist de A14 Dahlenwarsleben-Leipzig de A2 Hannover-Dreieck Werder.

## Configuratie
Rijstrook
Nabij het knooppunt heeft de A14 richting het noorden 2x2 rijstroken, zowel de A2 als de A14 in zuidelijke richting hebben 2x3 rijstroken. De directe verbindingen, vanuit het zuiden, van en naar Hannover en de directe verbinding naar Berlijn hebben twee rijstroken, alle andere verbindingen hebben één rijstrook.
Knooppunt
Het is een klaverbladknooppunt met rangeerbanen voor de westelijke rijbaan van de A14 en beide rijbanen van de A2.

## Verkeersintensiteiten
Dagelijks passeren ongeveer 97.000 voertuigen het knooppunt, daarmee behoort het tot de drukste knooppunten in Saksen-Anhalt.
Handmatige verkeerstelling van 2010.
| Van                       | Naar                          | Gemiddeld aantal voertuigen per dag | Percentage vrachtverkeer |
| ------------------------- | ----------------------------- | ----------------------------------- | ------------------------ |
| AS Irxleben (A 2)         | AK Magdeburg                  | 74.100                              | 24,1 %                   |
| AK Magdeburg              | AS Magdeburg-Zentrum (A 2)    | 69.100                              | 21,3 %                   |
| AS Dahlenwarsleben (A 14) | AK Magdeburg                  | 11.200                              | 18,8 %                   |
| AK Magdeburg              | AS Magdeburg-Stadtfeld (A 14) | 40.200                              | 22,2 %                   |

## Richtingen knooppunt
| Aansluitende wegen             | Aansluitende wegen                              | Aansluitende wegen                | Aansluitende wegen | Aansluitende wegen |
| ------------------------------ | ----------------------------------------------- | --------------------------------- | ------------------ | ------------------ |
|                                |                                                 | richting Haldensleben / Salzwedel |                    |                    |
|                                |                                                 |                                   |                    |                    |
| richting Braunschweig Hannover | richting Maagdenburg Berlijn / Frankfurt (Oder) |                                   |                    |                    |
|                                |                                                 |                                   |                    |                    |
|                                |                                                 | richting Halle / Leipzig Dresden  |                    |                    |